# Land Rover Freelander
El Land Rover Freelander es un automóvil todoterreno de lujo del segmento D producido por Land Rover desde 1997 hasta 2014. Es un cinco plazas con motor delantero transversal y tracción a las cuatro ruedas. Algunos de sus rivales son el Audi Q5, BMW X3, Infiniti EX, Mercedes-Benz Clase GLK y el Volvo XC60. 
Su producción terminó en 2014 y sería reemplazado en 2015 por el Discovery Sport.

## Primera generación (L314; 1997–2006)
La primera generación del Freelander se ideó como el primer vehículo deportivo utilitario de la marca, por lo que no tenía diferenciales bloqueables ni reductora de cambios, pero si tracción 4x4 permanente. El proyecto de este vehículo se denominaba Project CB40, el cual contaría con dos tipos de carrocerías el tres y cinco puertas, y sus motorizaciones eran un gasolina de 1.8 litros de cilindrada y 136 CV, un gasolina con seis cilindros en V de 2.5 litros y 174 CV, y dos Diésel de 2.0 litros.

### Desarrollo
En 1988, British Aerospace adquirió Rover Group por 150 millones de libras esterlinas, lo que permitió agrupar los recursos de las marcas Rover y Land Rover de manera diferente, y la idea de desarrollar un Land Rover más pequeño se volvió más alcanzable que antes..
Cuando la junta aprobó el proyecto Pathfinder, su nombre en código fue CB40 (después de Canley Building 40, donde se desarrolló inicialmente el concepto).

### Lanzamiento
Sorprendentemente, el nuevo Land Rover compacto se había vuelto casi tan largo como el Range Rover original, que se había eliminado gradualmente el año anterior, e incluso tenía una distancia entre ejes de una pulgada (2,5 cm) más larga.

### Producción
Cuando BMW adquirió Rover Group, rescindió el acuerdo y, en su lugar, financió las instalaciones de producción en Solihull, haciendo uso del salón de ensamblaje Rover SD1 que había estado inactivo a principios de la década de 1980, cuando la producción de automóviles Rover se trasladó a Cowley.

### Popularidad
El Land Rover Freelander de primera generación fue un éxito instantáneo y se convirtió en el modelo de tracción en las cuatro ruedas más vendido en Europa, con más de 540 000 unidades vendidas durante sus nueve años de vida útil. El Freelander se convirtió en el vehículo 4x4 más vendido de Europa durante cinco años consecutivos después de su lanzamiento en 1997; y en 2016, Land Rover lo adoptó como su octavo 'vehículo patrimonial'.

### Variación de modelos

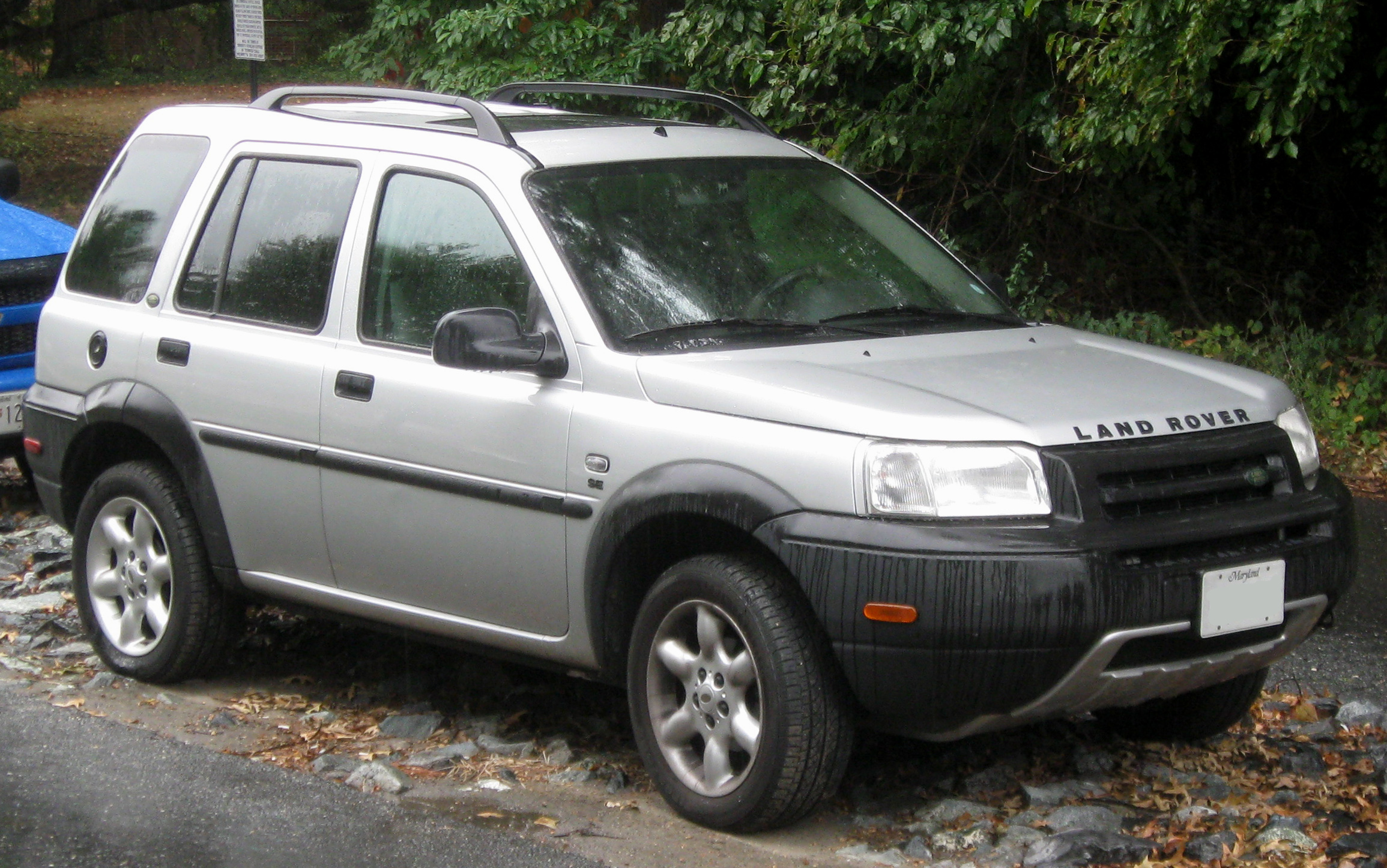
Land Rover Freelander SE de cinco puertas (Norteamérica)

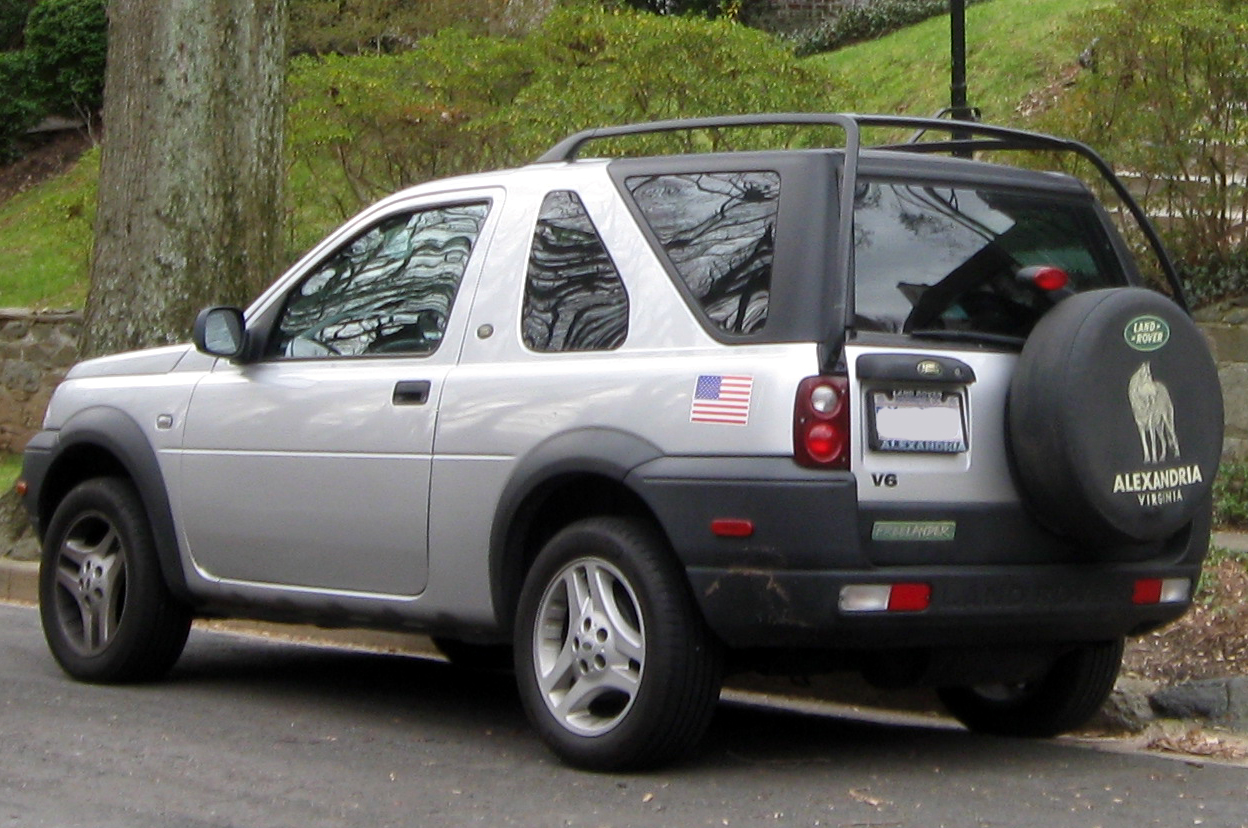
Land Rover Freelander de tres puertas

Había una variedad de modelos, basados en versiones familiares de cinco puertas y de tres puertas con tapa blanda (semiconvertible), tapa dura y comercial (tipo furgoneta). En 2004, Land Rover presentó una versión mejorada y mejorada del Mark I; Los cambios incluyeron un nuevo interior y revisiones externas importantes, incluida una nueva cara y parte trasera.
El modelo de tres puertas estaba disponible en los acabados E, S, ES, Sport y Sport Premium y el modelo de cinco puertas estaba disponible en los acabados E, S, ES, HSE, Sport y Sport Premium.

### Motores
Las opciones de motor incluyeron:
- I4 Rover serie K de 1.8 litros de gasolina (1997-2006), identificado como '1.8i', 'Xi' o 'XEi' (no se vende en Norteamérica)
- I4 Rover serie L diésel de 2.0 litros (1997-2000), identificado como 'Di', 'XDi' o 'XEDi'
- 2.0 litros I4 BMW M47 diesel (2001-2006), identificado como 'Td4'
- Rover KV6 V6 de 2,5 litros de gasolina (2001-2006), identificado como 'V6'

Las cajas de cambios manuales dominaron los primeros modelos, pero las cajas de cambios automáticas de estilo Tiptronic (Jatco JF506E) se hicieron cada vez más populares y eran estándar en el V6. La caja de cambios automática Tiptronic también estaba disponible como opción en el Td4.

### Mercado
El Freelander de primera generación se comercializó como un 4x4 compacto premium, y se utilizó en el Camel Trophy de 1998 y participó en el G4 Challenge de Land Rover. El vehículo representó un compromiso porque no tenía una selección de marchas de rango bajo, ni un diferencial de bloqueo, como se encuentra en los modelos Land Rover más grandes. Esto significaba que, en comparación con otros Land Rover, el rendimiento todoterreno no era tan bueno. Sin embargo, en comparación con modelos similares producidos por otros fabricantes en el mismo período de tiempo, como el Honda CRV o el Toyota RAV4, la primera generación del Freelander era mucho más competente fuera de la carretera.
Tenía más de dieciséis características patentadas, incluido el IRD o Intermediate Reduction Drive, que actuaba como diferencial delantero y transferencia de relación fija; la VCU o acoplamiento viscoso, que reacciona a las diferentes velocidades de rotación de los ejes de propulsión, lo que permite variar el par entre sí; y el sistema de control de descenso de pendientes, que luego se implementó en el resto de la gama Land Rover e incluso en la primera generación del BMW X5 (BMW era la empresa matriz de Rover Group en el momento de la introducción de este modelo).
Esta primera generación también usó un sistema de control de tracción y una versión especial de ABS producido por Wabco, modificado para ayudar a conducir en situaciones todoterreno.. La falta de motores MG Rover K18 y KV6 después del final de la producción de MG Rover llevó a Land Rover a descontinuar el modelo el 31 de agosto de 2005 en los EE. UU. Y Canadá.

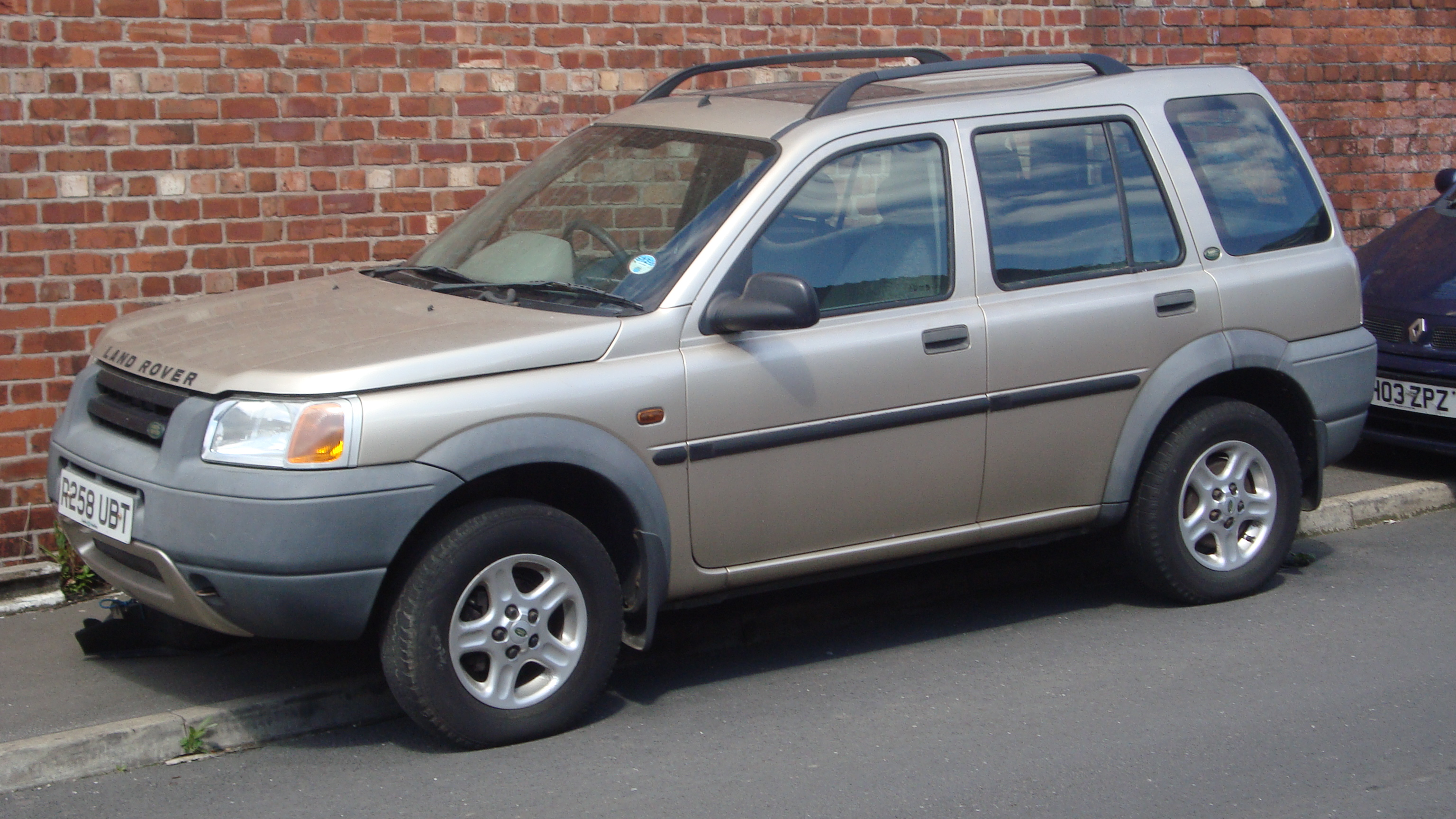
Land Rover Freelander I.
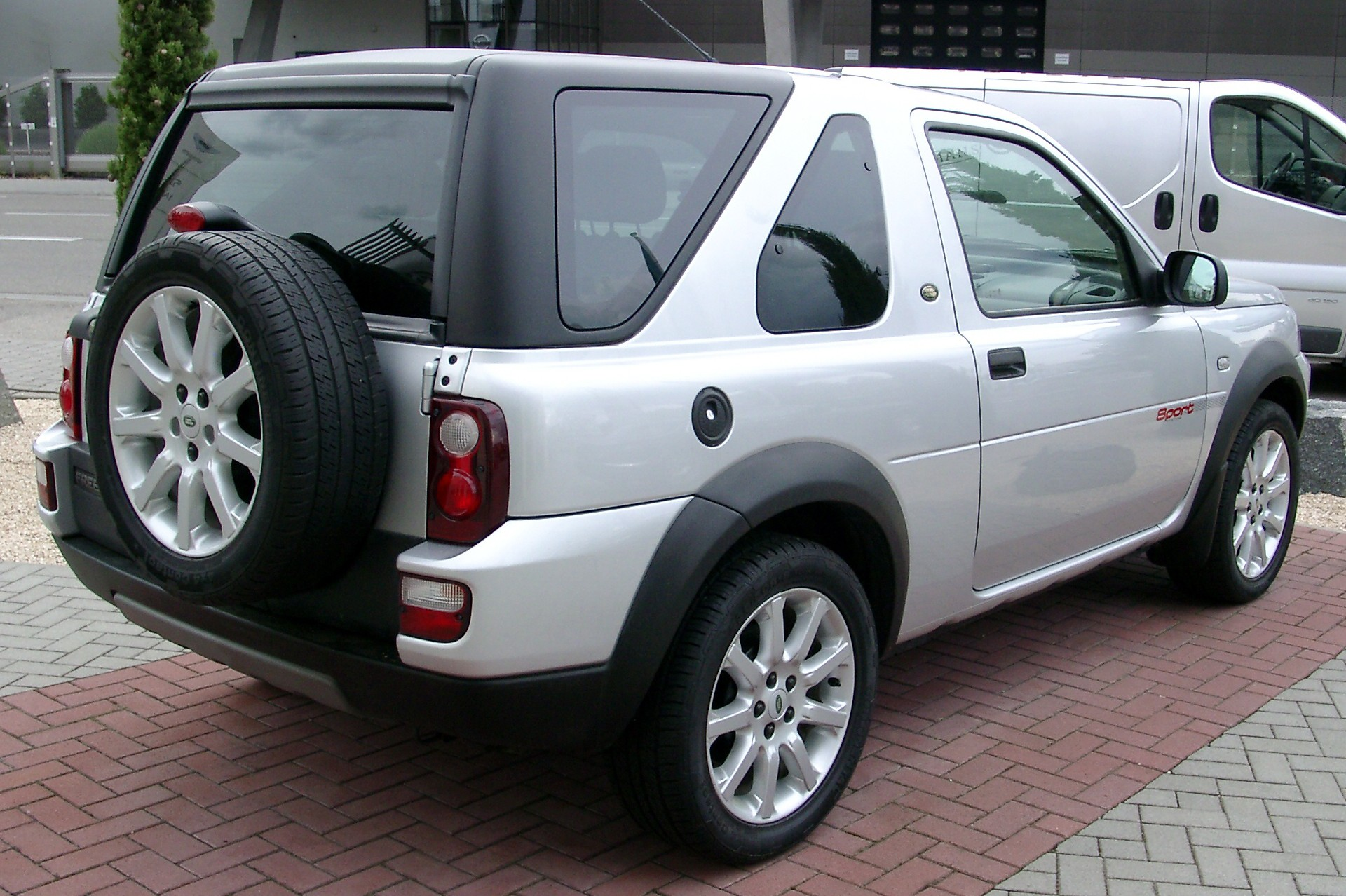
Land Rover Freelander Sport 3puertas parte trasera.
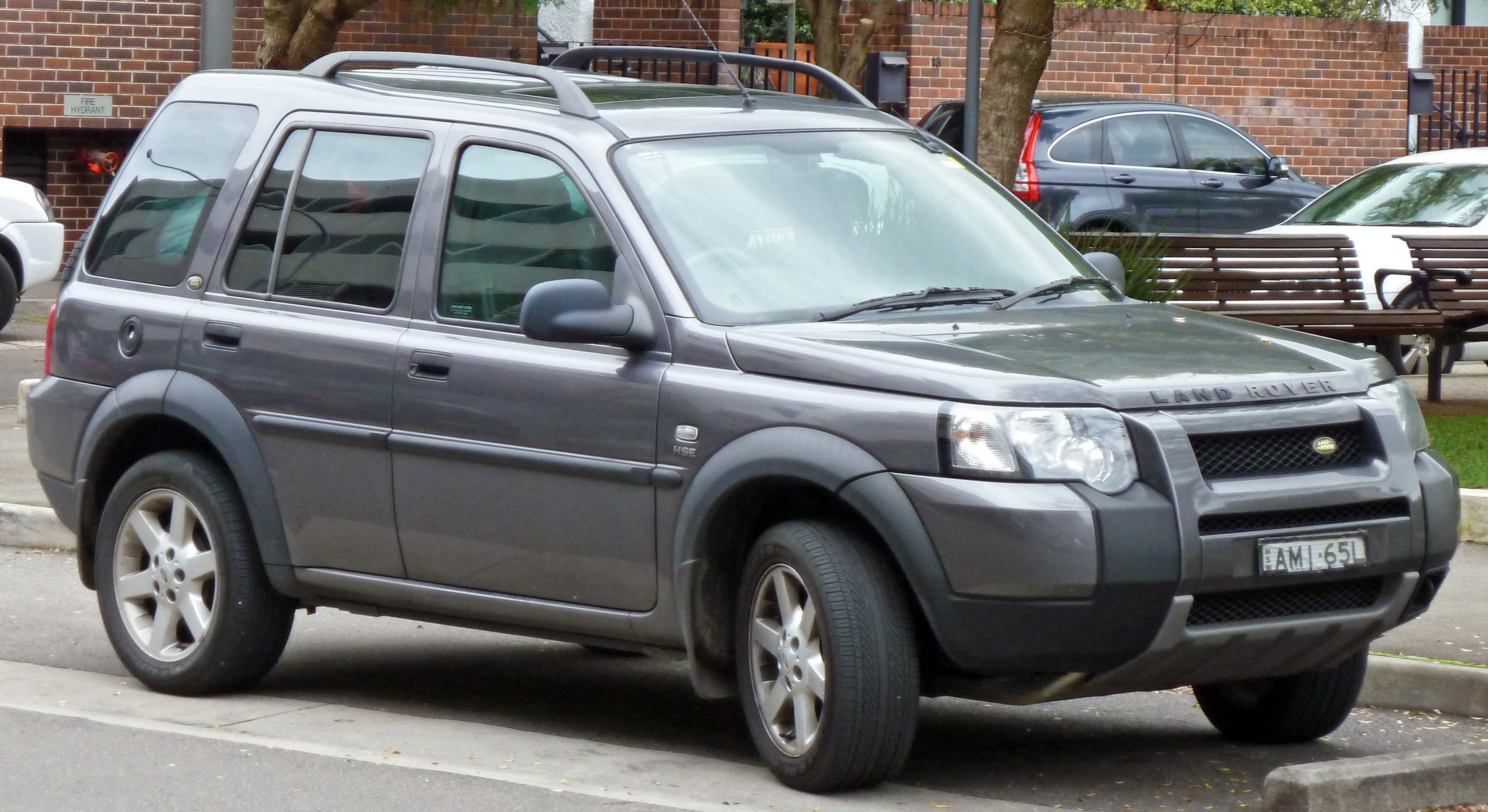
Land Rover Freelander I Rediseño.
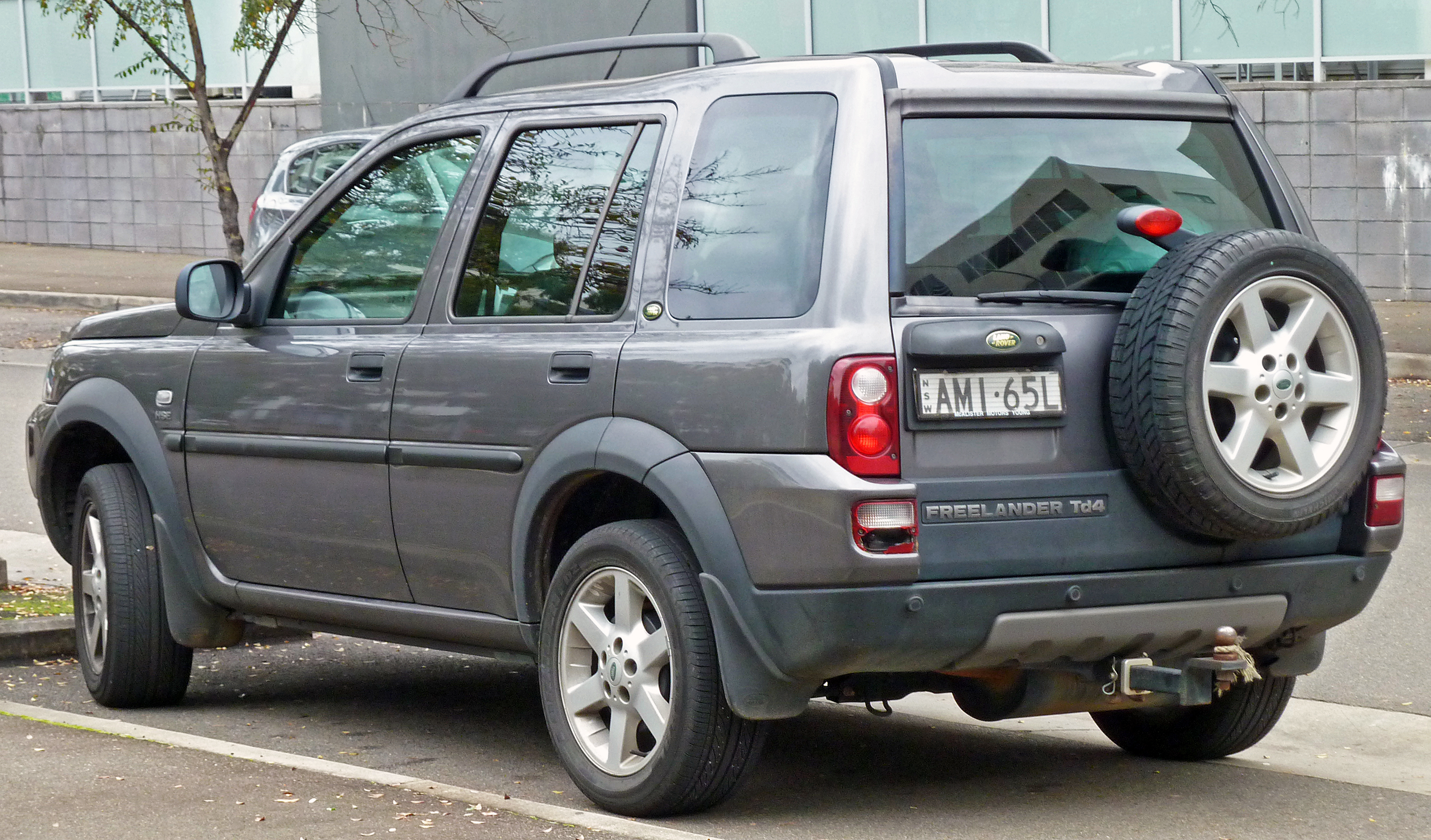
Land Rover Freelander trasera.

### Ediciones especiales y Prototipos
- Land Rover Freelander G4 Challenge
- Land Rover Freelander SE3

- Land Rover Freelander Callaway concept: Se presentó en el año 2002, con una estética más deportiva, con nuevos elementos decorativos y la carrocería totalmente pintada en color azul.
- Land Rover Freelander Kensington concept
- Land Rover Freelander Kalahari concept. Solo se fabricaron 5 unidades a nivel mundial.

## Segunda generación (2006-2014)
La segunda generación de Freelander, presentada oficialmente en el Salón del Automóvil de Londres de 2006, está basada en la plataforma del Ford Mondeo y Ford S-Max. Su diseño exterior es muy similar al de la primera generación, a pesar de que son dos modelos completamente distintos. Este modelo recibió en 2007 cinco estrellas en la prueba de protección a adultos en choques de EuroNC
Tiene un motor gasolina 3.2 i6 que eroga 230HP con 6 cilindros asociado a una caja automática de 6 velocidades. El otro motor es un diésel 2.2 TD4 de 4 cilindros en línea y 150hp.

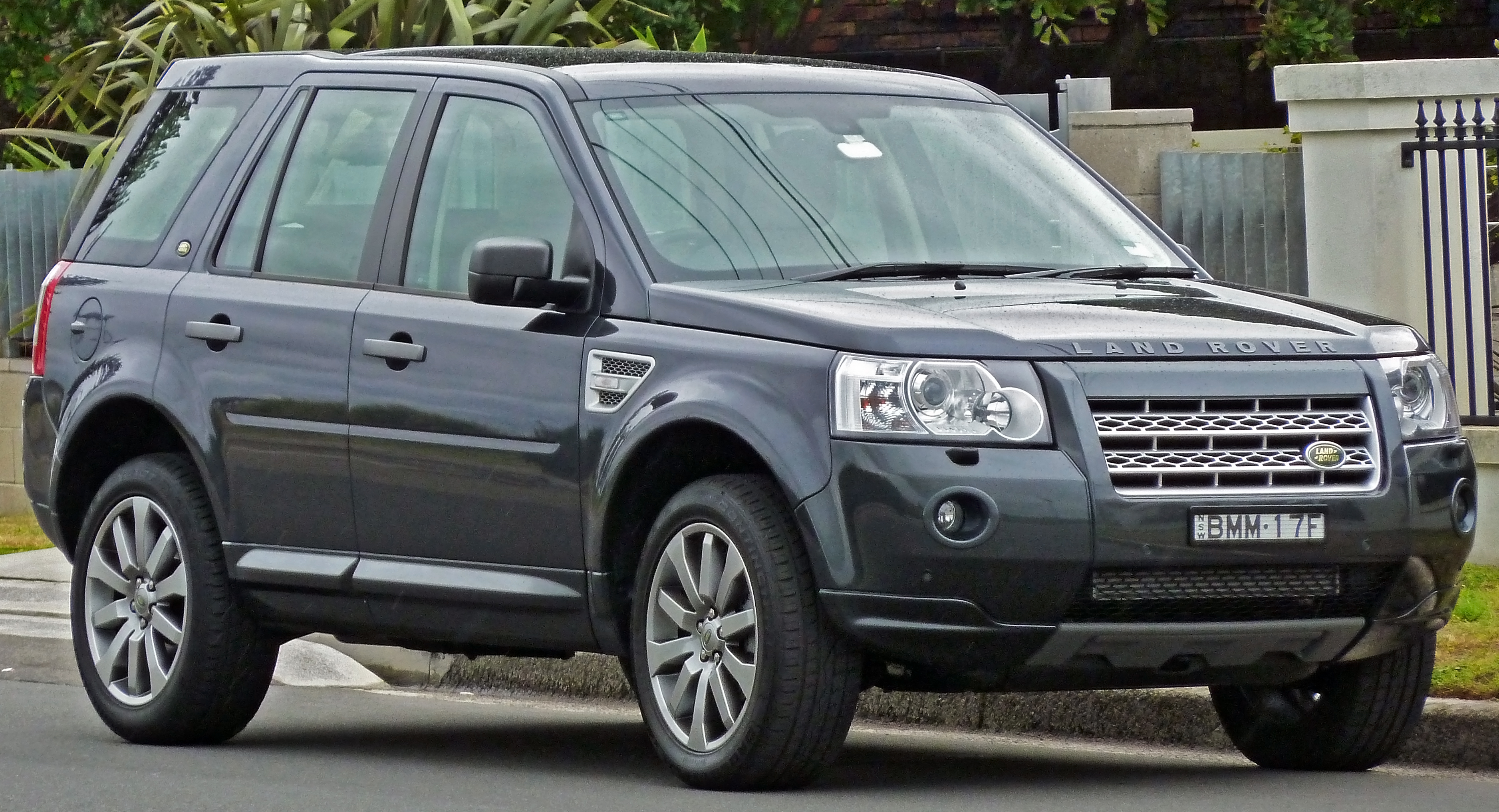
Land Rover Freelander II.
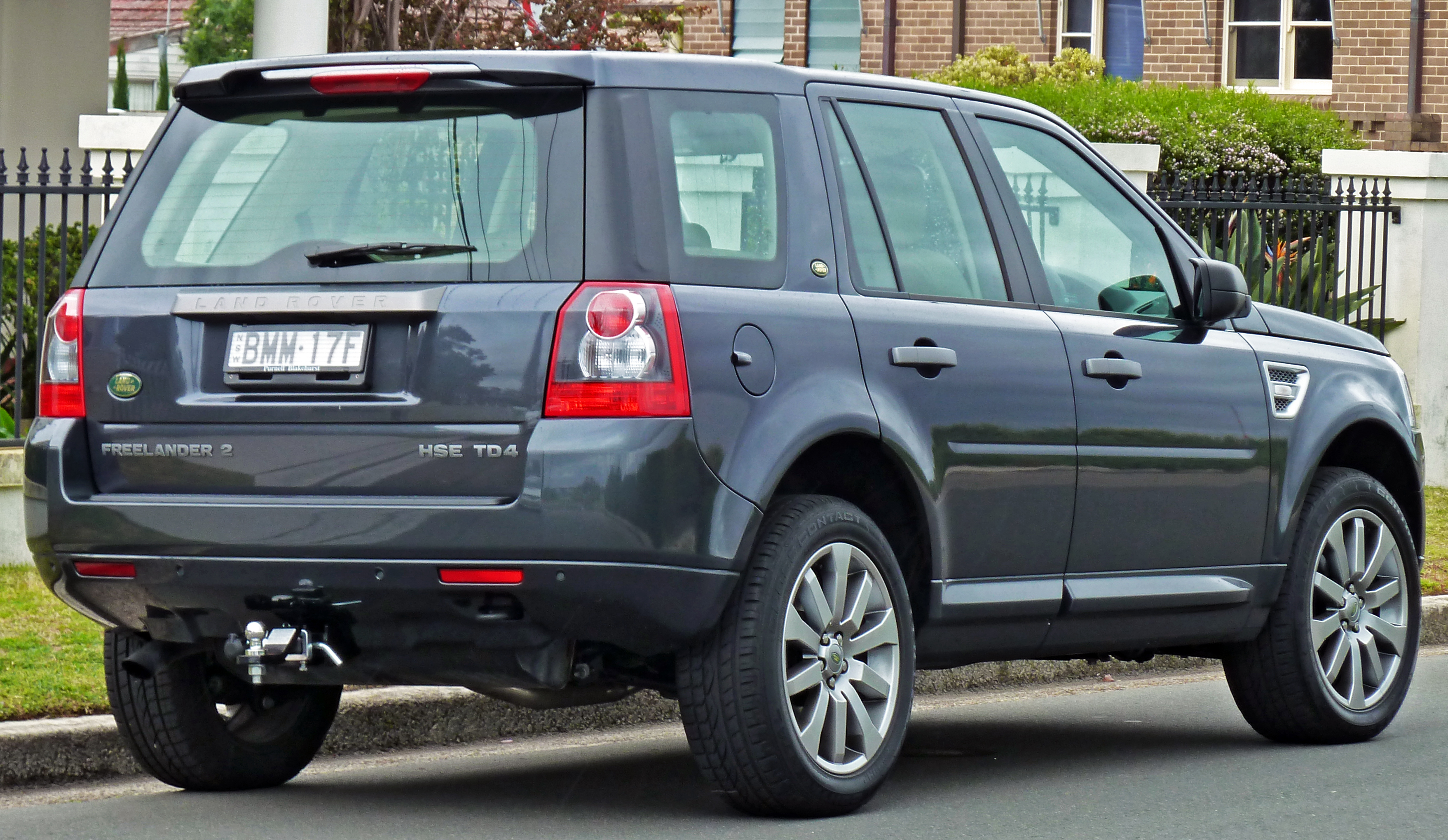
Land Rover Freelander II trasera.

En 2013 el SUV de lujo contempla básicamente un rediseño interior, incorporando una pantalla touch de 7", sonido Meridian de 11 o 17 altavoces, pantalla de información al conductor y modernización de algunas palancas.
En términos exteriores se incorporaron luces de conducción diurna LED, luces traseras LED, llantas de 18" de serie en las versiones SE y llantas de 19" en la versión HSE.
Dispone un motor gasolina 2.0 turbocargado de 4 cilindros en línea SI4 y una potencia de 240CV, un motor diésel SD4 con 190CV y un motor diésel 2.2 TD4 de 4 cilindros en línea y 150CV. Todas las motorizaciones están asociadas a una transmisión Command Shift con 6 velocidades y modo SPORT.